# Andrea Wesp
Andrea Wesp (12 de octubre de 1994) es una deportista alemana que compitió en ciclismo en la modalidad de trials, ganadora de una medalla de plata en el Campeonato Mundial de Ciclismo de Montaña de 2012 y una medalla de bronce en el Campeonato Europeo de Ciclismo de Montaña de 2012.

## Palmarés internacional
| Campeonato Mundial | Campeonato Mundial            | Campeonato Mundial | Campeonato Mundial |
| Año                | Lugar                         | Medalla            | Competición        |
| ------------------ | ----------------------------- | ------------------ | ------------------ |
| 2012               | Leogang/Saalfelden ( Austria) | Medalla de plata   | Trials 20″/26″     |
| Campeonato Europeo |                               |                    |                    |
| Año                | Lugar                         | Medalla            | Competición        |
| 2012               | Weilrod ( Alemania)           | Medalla de bronce  | Trials 20″/26″     |